# Vega-Expedition
Die Vega-Expedition (1878–1880) war eine von Schweden organisierte arktische Forschungsreise unter Leitung des Polarforschers Adolf Erik Nordenskiöld, benannt nach dem Schiff Vega. Sie war die erste erfolgreiche Durchfahrt der Nordostpassage entlang der Nordküste Sibiriens sowie die erste Umrundung Eurasiens. Sie gilt als eine der bedeutendsten Leistungen der Polarforschung des 19. Jahrhunderts.

## Hintergrund
Die Erforschung der Arktis war im 19. Jahrhundert ein zentrales Ziel europäischer Entdeckungsfahrten. Vor der Vega-Expedition war die Durchfahrt von Europa nach Asien auf dem nördlichen Seeweg nur teilweise gelungen. Nordenskiöld hatte bereits in den 1870er Jahren Expeditionen zur sibirischen Küste unternommen, unter anderem an den Jenissei.

## Vorbereitung
Die Expedition wurde durch die schwedische Regierung, die Königlich Schwedische Akademie der Wissenschaften sowie durch private Sponsoren wie den Industriellen Oscar Dickson unterstützt. Das Expeditionsschiff war die SS Vega, ein umgebauter Walfänger mit Dampfmaschine, speziell für arktische Bedingungen verstärkt.
Zu den Teilnehmern zählten neben Nordenskiöld der Kapitän Louis Palander, der Zoologe Anton Stuxberg, der Botaniker Frans Reinhold Kjellman und mehrere Offiziere, Ärzte und Techniker.

## Verlauf
Die Vega verließ Karlskrona am 21. Juli 1878. Die Route führte durch die Barentssee, entlang der Küste Nordrusslands und vorbei an Nowaja Semlja und der Taimyr-Halbinsel.
Im September 1878 wurde das Schiff durch Packeis in der Tschuktschensee nahe Koljutschin eingeschlossen und musste dort überwintern. Im Juli 1879 setzte die Expedition ihre Fahrt fort und erreichte Japan im September 1879.
Die Heimreise führte über Hongkong, den Suezkanal und das Mittelmeer zurück nach Stockholm, wo die Expedition am 24. April 1880 triumphal empfangen wurde.

## Bedeutung
Die Vega-Expedition war die erste vollständige Durchquerung der Nordostpassage, rund zehn Jahre vor der erfolgreichen Nordwestpassage durch Roald Amundsen. Sie lieferte bahnbrechende Erkenntnisse über:
- Geographie und Hydrographie der sibirischen Arktis
- Meteorologie und Eisverhältnisse
- Fauna und Flora des Hohen Nordens
- Ethnografische Beobachtungen über indigene Völker wie die Tschuktschen.

## Anton Stuxbergs Beitrag
Anton Stuxberg war als leitender Zoologe an Bord und sammelte umfangreiches Material über arktische Tierarten, darunter Fische, Krebstiere, Myriapoden und andere wirbellose Tiere. Seine Beobachtungen und Berichte wurden in wissenschaftlichen Zeitschriften veröffentlicht und trugen wesentlich zum zoologischen Wert der Expedition bei.

## Nachwirkung
Die Expedition machte Nordenskiöld international berühmt. Er wurde von zahlreichen wissenschaftlichen Gesellschaften geehrt, u.  a. mit der Patron’s Medal der Royal Geographical Society (1880).
Die Ergebnisse der Vega-Expedition wurden in mehreren Werken dokumentiert, darunter Nordenskiölds Hauptwerk Vega-Resan und Anton Stuxbergs Begleitband Nordostpassagens historia eller Vega‑expeditionens föregångare (1880).
Erst 1914/15 durchfuhren mit der Waigatsch und der Taimyr der russischen Hydrographischen Expedition des Nördlichen Eismeers wieder Schiffe die Nordostpassage, diesmal von Ost nach West.